# Halina Szczepanowska
Halina Barbara Szczepanowska (ur. 1929 w Warszawie) – polska doktor habilitowana inżynier nauk rolniczych, architekt krajobrazu, specjalistka w zakresie ogrodnictwa i zieleni miejskiej.

## Życiorys

### Wykształcenie i przebieg pracy
Naukę rozpoczęła w Prywatnej Żeńskiej Szkole im. Cecylii Plater-Zyberk. Podczas okupacji niemieckiej brała udział w działalności konspiracyjnej w ramach Szarych Szeregów. Po zamknięciu szkoły przez władze komunistyczne uczęszczała do XXI Liceum Ogólnokształcącego im. Hugona Kołłątaja w Warszawie, gdzie otrzymała świadectwo maturalne.
W 1949 rozpoczęła studia na Wydziale Ogrodniczym Szkoły Głównej Gospodarstwa Wiejskiego w Warszawie, uzyskując w 1953 tytuł inżyniera ogrodnika w ramach specjalności rośliny ozdobne. W roku tym rozpoczęła pracę w Biurze Projektów Budownictwa Komunalnego „Stolica”, kontynuując studia na Wydziale Ogrodniczym SGGW, Sekcja Kształtowania Terenów Zieleni (obecnie Architektura Krajobrazu), które ukończyła w 1965 z tytułem magistra kształtowania terenów zieleni. W okresie pracy w BPBK „Stolica” współpracowała m.in. przy zagospodarowaniu Dworca Zachodniego w Warszawie w zakresie terenów zieleni, Koszalina, analizach ekonomicznych rozwoju Parku Kultury w Katowicach.
W 1966 podjęła pracę w Instytucie Gospodarki Komunalnej, gdzie pełniła funkcję kierowniczki Samodzielnej Pracowni Badawczej Zieleni Miejskiej, kierując m.in. studiami na temat wpływu zieleni na kształtowanie środowiska miejskiego oraz prowadząc badania dotyczące wyceny wartości drzew i krzewów. W tym okresie była również redaktorką naczelną magazynu „Zieleń Miejska”. W latach 1966–1979, jako adiunktka prowadziła zajęcia w Sekcji Architektury Krajobrazu SGGW, opracowując we współpracy z Longinem Majdeckim i Alfonsem Zielonko podręczniki dydaktyczne z zakresu organizacji zieleni miejskiej. W 1973 uzyskała stopień doktora w zakresie problematyki terenów zieleni w miastach na SGGW, za pracę Techniczno-eksploatacyjne przesłanki wyznaczania kosztów utrzymania zieleni miejskiej (na materiale porównawczym z Polski, Niemiec i Bułgarii).
W 1979 wyjechała do Libii, gdzie do 1983 prowadziła dla podmiotów prywatnych badania florystyczne otoczenia Morza Śródziemnego i terenów półpustynnych dla projektu zagospodarowania przestrzennego Trypolitanii oraz opracowała projekt nadmorskich terenów rekreacyjno-sportowych.
W 1984 wyjechała do Nowego Jorku, gdzie współpracowała z biurem projektowym Haines, Lundberg i Waehler, Biurem Planowania Urbanistycznego miasta Nowy Jork. W latach 1984–1987 prowadziła wykłady z zakresu ekologii miasta m.in. w New York Medical College czy Cornell University. Uczestniczyła również w organizowaniu prac młodzieży i mieszkańców przy zakładaniu ogrodów.
Po powrocie do Polski w 1996 podjęła pracę w Instytucie Gospodarki Przestrzennej i Mieszkalnictwa, gdzie wykonywała projekty architektury krajobrazu oraz współpracowała z FAO i UE. Kontynuowała również prace studialne i badawcze nad drzewostanami miejskimi, ich wartością oraz uzyskiwanymi korzyściami dla środowiska i ludności.
W 2008 uzyskała stopień doktora habilitowanego na Wydziale Ogrodniczym i Architektury Krajobrazu SGGW za pracę Wycena wartości drzew na terenach zurbanizowanych oraz za całokształt prac zawodowych i naukowych, a w 2010 objęła stanowisko profesor nadzwyczajnej w IGPiM.

### Działalność w stowarzyszeniach
Równolegle do pracy zawodowej Halina Szczepanowska włączyła się w 1957 do współpracy w Stowarzyszeniu Inżynierów i Techników Ogrodnictwa. W latach 1972–1975 zasiadała w Zarządzie Głównym. Za pracę w SITO otrzymała srebrną i złotą odznakę honorową NOT. W kadencji 1999–2003 była Przewodniczącą Komisji Architektury Krajobrazu przy Zarządzie Głównym SITO.
Działa lub działała także w International Society of Arboriculture, USA (1988 – obecnie), American Society of Landscape Architects (1984–1986), Polskim Towarzystwie Dendrologicznym.

## Odznaczenia
Opracowano na podstawie materiału źródłowego
- Krzyż Armii Krajowej

- Medal za Warszawę 1939–1945

- Srebrny Krzyż Zasługi dla ZHP przyznany w 2000 (harcerka Szarych Szeregów)

- Srebrny Krzyż Zasługi za pracę w Instytucie Kształtowania Środowiska (1974)

- Srebrna i złota odznaka Stowarzyszenia Inżynierów i Techników Ogrodnictwa NOT (1972, 1978)

## Nagrody i wyróżnienia
Opracowano na podstawie materiału źródłowego
- II nagroda (I nie przyznano) Polskiego Towarzystwa Urbanistycznego, w konkursie na „Projekt zagospodarowania przestrzennego otoczenia dworca zachodniego w Warszawie”, część dotycząca architektury krajobrazu (1966).

- Nagroda Ministra Gospodarki Terenowej i Ochrony Środowiska w ramach osiągnięć w dziedzinie rozwoju techniki, ekonomiki i organizacji za pracę ‘‘Wskaźniki nakładów inwestycyjnych, metody kalkulacji i wyznaczania syntetycznych mierników na inwestycje zieleni miejskiej’’, Warszawa (1972).

- Specjalna nagroda Ministra Nauki i Techniki za opracowanie podręcznika ‘‘Kształtowanie terenów zieleni’’ (współautorstwo), Arkady, Warszawa (1972).

- Nagroda II Stopnia i Wyróżnienie Ministra Gospodarki Terenowej i Ochrony Środowiska za wybitne osiągnięcia twórcze w przestrzennym kształtowaniu miast i wsi oraz w rozwoju techniki za pracę: ‘‘Metody prac i syntezy wstępnej prognozy w rozwoju infrastruktury technicznej miast i wsi do 1990’’ (praca zespołowa), Warszawa (1973).

- Nagroda Ministra Gospodarki Komunalnej, Administracji i Ochrony Środowiska za prace badawcze i książkę ‘‘Wpływ zieleni na kształtowanie środowiska miejskiego’’ (kierowniczka badań, współautorstwo i redakcja), Warszawa (1985).

- Podziękowanie Prezydenta Brooklynu za prace społeczne na terenie dzielnicy Brooklyn (Nowy Jork) (1988).

- Wyróżnienie przez Prezydenta Nowego Jorku za wybitne osiągnięcia w pracy zawodowej w obrębie zadań badawczych i planistycznych (1994).

- Dyplom Uznania Rektora Szkoły Głównej Gospodarstwa Wiejskiego w Warszawie za osiągnięcia naukowe (2010).

## Publikacje
Opracowano na podstawie materiału źródłowego

### Książki
- Kształtowanie terenów zieleni (współautorstwo), Arkady, Warszawa 1972.

- Ekonomiczne aspekty ochrony środowiska (współautorstwo), Arkady, Warszawa 1976.

- Wycena wartości drzew na terenach miejskich, Instytut Kształtowania Środowiska, Warszawa, 1978.

- Wpływ Zieleni na kształtowanie środowiska miejskiego, (redakcja i współautorstwo), PWN, Warszawa 1984.

- Drzewa w mieście, Hortpress Sp.o.o., Warszawa 2001.

- Wycena wartości drzew na terenach zurbanizowanych, IGPiM, Warszawa 2008.

- Synteza badań i założenia merytoryczne wartości drzew dla warunków polskich (współautorstwo), IGPiM, Warszawa 2009.

- Wyznaczanie współczynników lokalizacji do metody wyceny drzew na terenach zurbanizowanych (współautorstwo), IGPiM, Warszawa 2009.

- Metoda wyceny wartości drzew na terenach zurbanizowanych dla warunków polskich (współautorstwo i redakcja), IGPiM, Warszawa 2009.

- Drzewa – zielony kapitał miast (współautorstwo), IGPiM, Warszawa, 2015.

### Inne publikacje
- Zbiór wierszy Ojczyzno! pisane z afrykańskiego brzegu, Warszawa (2010)

## Wystawy
Opracowano na podstawie materiału źródłowego
- Udział w wystawie prac malarskich I projektowych „Artist Open Studio Weekend”, Association of Williamsburg – Greenpoint Artist, Nowy Jork (1986).

- Udział w wystawie prac malarskich w „World Financial Center”, Hudson River Club, Nowy Jork (1992).

- Udział w wystawie prac malarskich w Konsulacie Republiki Włoskiej, Nowy Jork (1992).